# Santiuste de Pedraza
Santiuste de Pedraza est une commune de la province de Ségovie dans la communauté autonome de Castille-et-León en Espagne.

## Sites et patrimoine

Église Nuestra Señora de las Vegas.
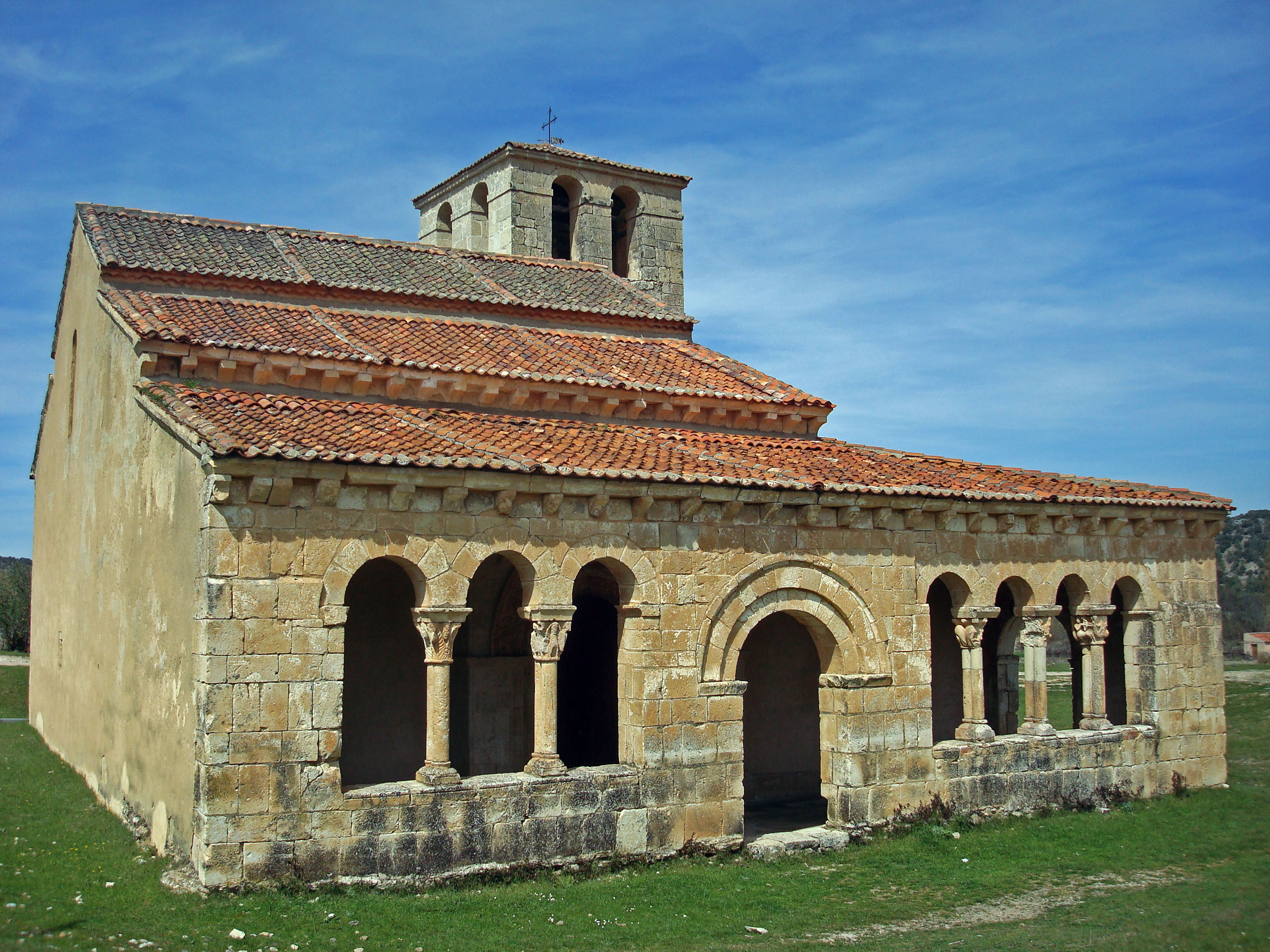
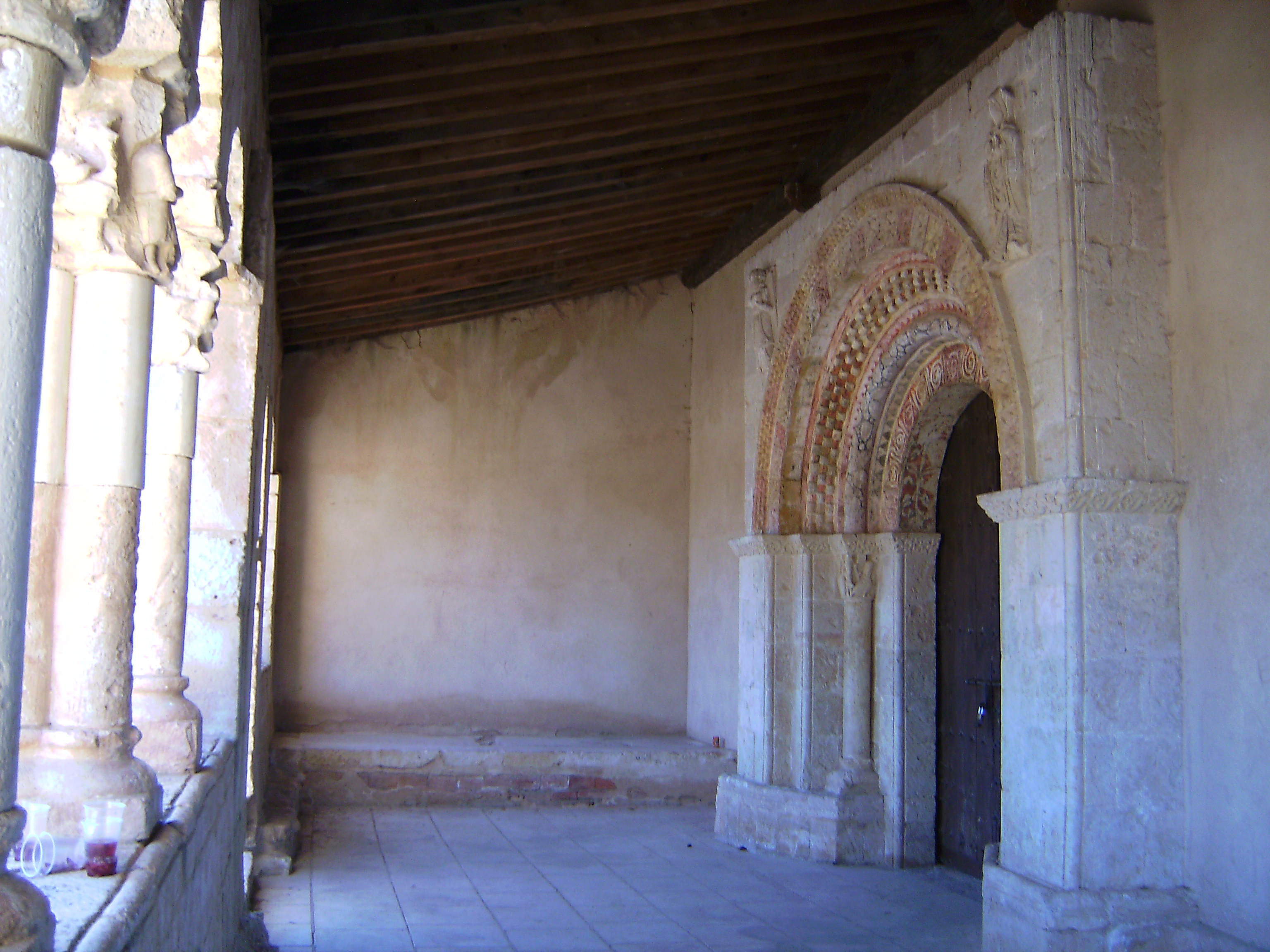
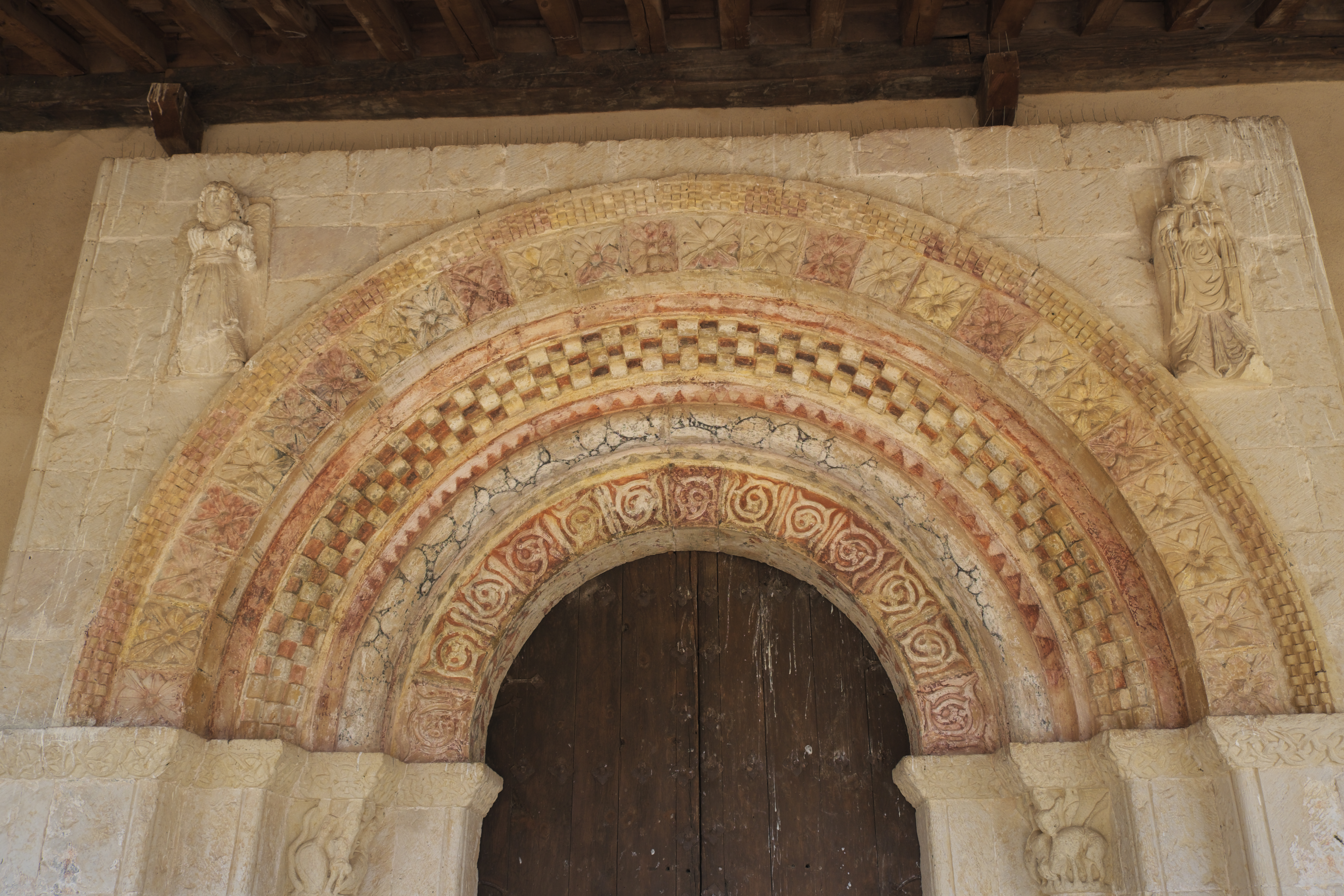

- Église Quemada.

- Église Nuestra Señora de las Vegas.